# 1997 YP7
1997 YP7 är en asteroid i huvudbältet som upptäcktes den 27 december 1997 av den japanska astronomen Takao Kobayashi vid Ōizumi-observatoriet.
Asteroiden har en diameter på ungefär 15 kilometer och den tillhör asteroidgruppen Hygiea.